# Ламонт (Алберта)
Ламонт (енгл. Lamont) је варошица у централном делу канадске провинције Алберта и део је статистичке регије Централна Алберта. Налази се на 60 км источно од административног центра провинције Едмонтона на раскрсници регионалних путева 15 и 381. Насеље је име добило по канадском правнику и судији врховног суда Џону Хендерсону Ламонту.
Према резултатима пописа становништва из 2011. у варошици су живела 1.753 становника у 673 домаћинства, што је за 5% више у односу на попис из 2006. када је регистровано 1.669 житеља.

## Становништво
| 2011. |
| ----- |
| 1.753 |